# Brautschau-Polka
Die Brautschau-Polka ist eine Polka von Johann Strauss Sohn (op. 417). Das Werk wurde am 29. November 1885 im Konzertsaal des Wiener Musikvereins unter der Leitung von Eduard Strauß erstmals aufgeführt.

## Einzelnachweis
1. ↑  Quelle: Englische Version des Booklets (Seite 50) in der 52 CDs umfassenden Gesamtausgabe der Orchesterwerke von Johann Strauß (Sohn), Hrsg. Naxos (Label). Das Werk ist als zwölfter Titel auf der 16. CD zu hören.